# Benninger AG

Handstickmaschine um 1870, Firmenarchiv

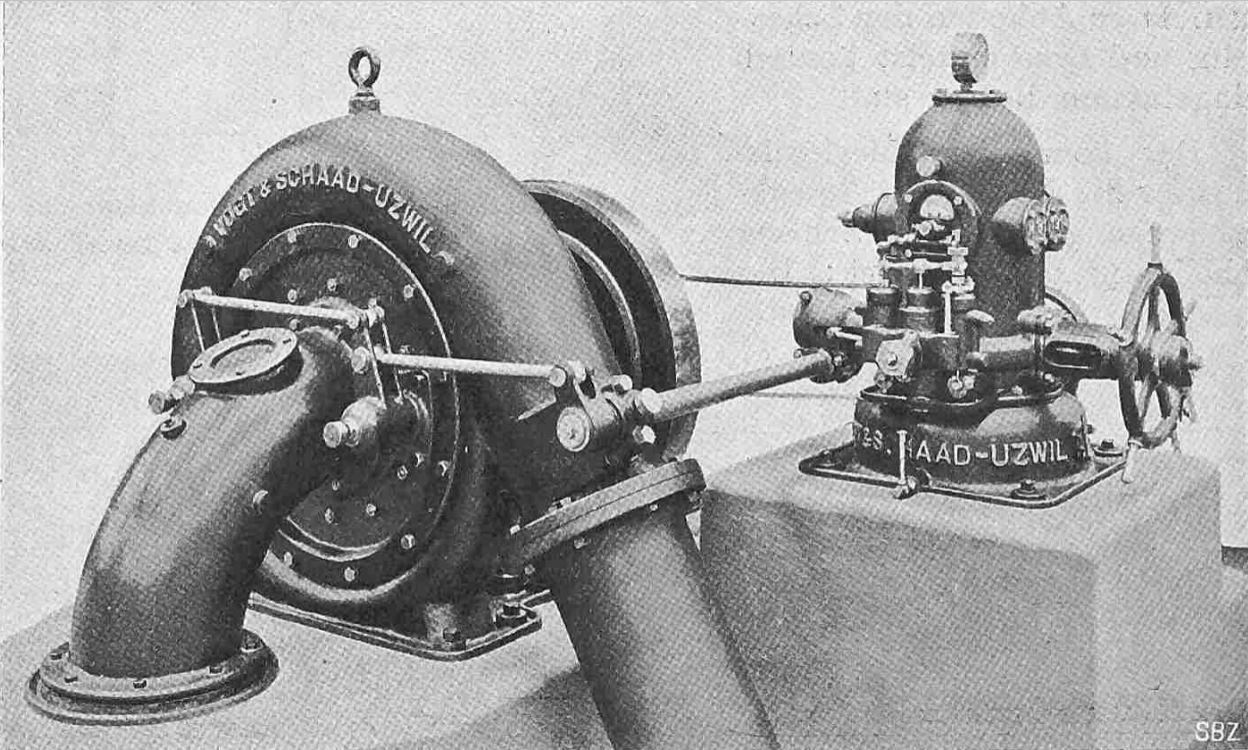
Francis-Turbine Vogt & Schaad vormals Benninger & Co., Schweizerische Landesausstellung 1914 Bern

Die Benninger AG mit Sitz in Uzwil ist ein international tätiger Schweizer Textilmaschinenhersteller, das seit 2016 der Jakob Müller Holding gehört. 
Das Unternehmen entwickelt und produziert Maschinen und Anlagen für die Textilveredlung und Cordherstellung, welche sie als komplette Systemlösungen anbietet. In der Automation von Maschinen und Anlagen verfügt Benninger über eine langjährige Erfahrung, die auch in anderen Industriezweigen erfolgreich eingesetzt wird.

## Geschichte
Die Gebrüder Heinrich, Jakob und Ulrich Benninger übernahmen 1859 die mechanische Werkstätte von Ulrich Bretscher in Uzwil für die Produktion von mechanischen Webstühlen. Ab 1870 wurden Stickmaschinen und Turbinen (unter den Namen Vogt & Schaad) produziert; eine Giesserei, die heutige Benninger Guss AG, folgte 1873. Ab 1900 begann das Unternehmen auch ins Ausland zu exportieren. Mit der Gründung einer Tochtergesellschaft in Italien begann 1979 eine internationale Expansion, die in der ersten Hälfte der 1990er Jahre mit der Gründung weiterer ausländischen Tochterunternehmen fortgesetzt wurde. 2005 erfolgte zusammen mit Schweizer Finanzinvestoren ein Management-Buy-out. 2008 wurde die Division Webereivorbereitung an die deutsche Karl Mayer Textilmaschinenfabrik verkauft. Im August 2016 hat die JMBT Beteiligungen AG, eine Tochterfirma der Jakob Müller Holding AG, 100 % des Aktienkapitals der Benninger Holding übernommen. Die Jakob Müller AG expandiert mit dieser Akquisition in einem verwandten Geschäftsfeld und will vom Verfahrens-Know-how von Benninger profitieren.

## Standorte
- Geschäftssitz

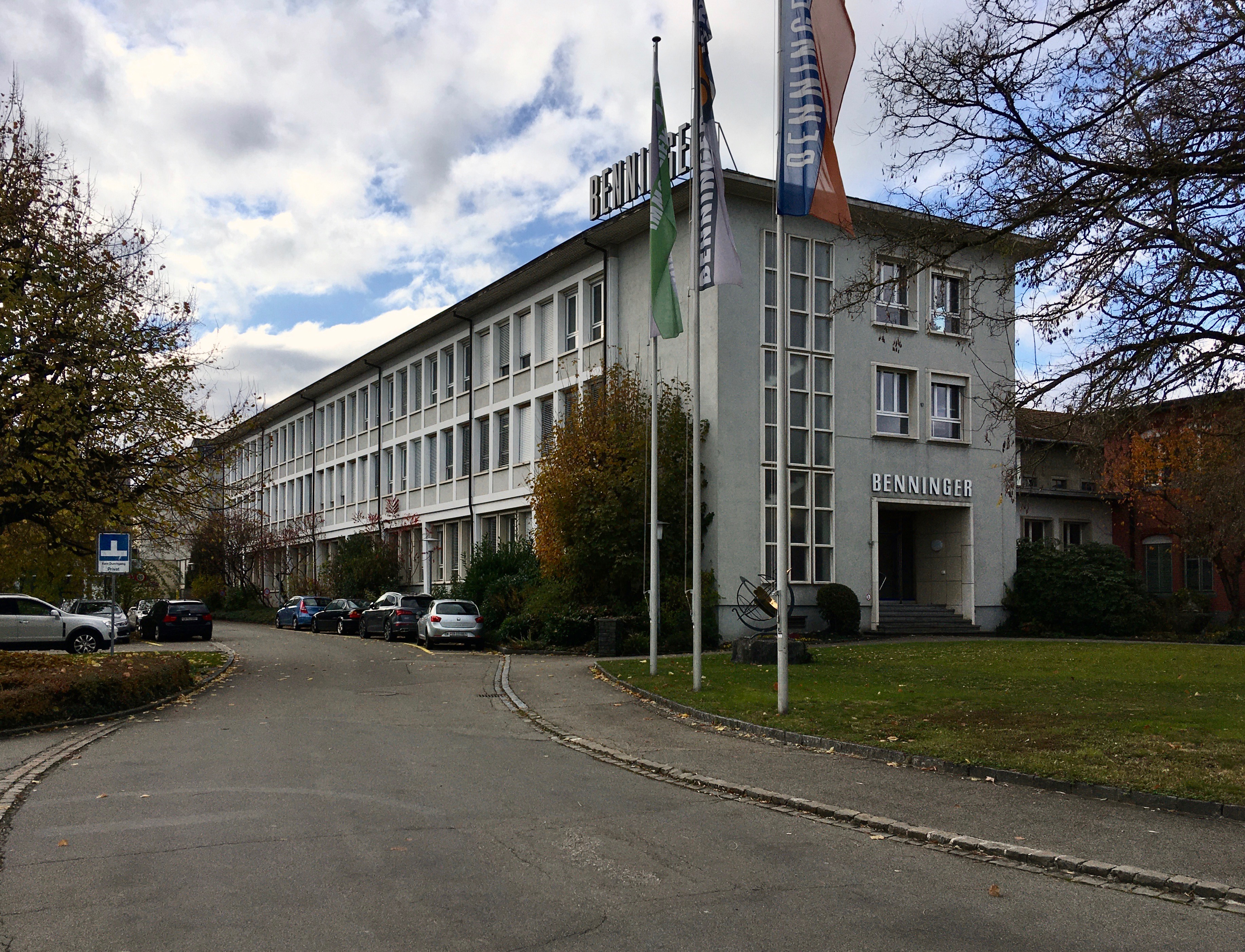
Hauptgebäude in Uzwil (2019)

  - Benninger AG, Fabrikstrasse, 9240 Uzwil, Schweiz
- Deutschland
  - Benninger Zell GmbH, Schopfheimerstrasse 89, 79669 Zell im Wiesental, Deutschland
  - Küsters Textile GmbH, Gerhart-Hauptmann-Str. 15c, 02763 Zittau, Deutschland
- Indien
  - Benninger India Private Ltd., GAT NO 782, Village Nighoje, Taluka Khed, Pune, Maharastra, 410501, Indien
- China
  - Suzhou Benninger Küsters Machinery Co., Ltd., No. 11 Shi Yang Road, Xuguan Development Zone, Suzhou, Jiangsu Province, 215151, P.R. China